# Neoslossonia putnamae
Neoslossonia putnamae är en insektsart som beskrevs av Henry Fairfield Osborn 1907. Neoslossonia putnamae ingår i släktet Neoslossonia och familjen dvärgstritar. Inga underarter finns listade i Catalogue of Life.